# Samaresh Bandyopadhyay
Samaresh Bandyopadhyay (3 de mayo  de 1942; Calcuta, India) es un Philosophiæ doctor en Filosofía, Académico y Profesor. Pertenece a una familia de académicos famosos en India por el patriotismo y las actividades filantrópica.

## Biografía

### Formación Académica

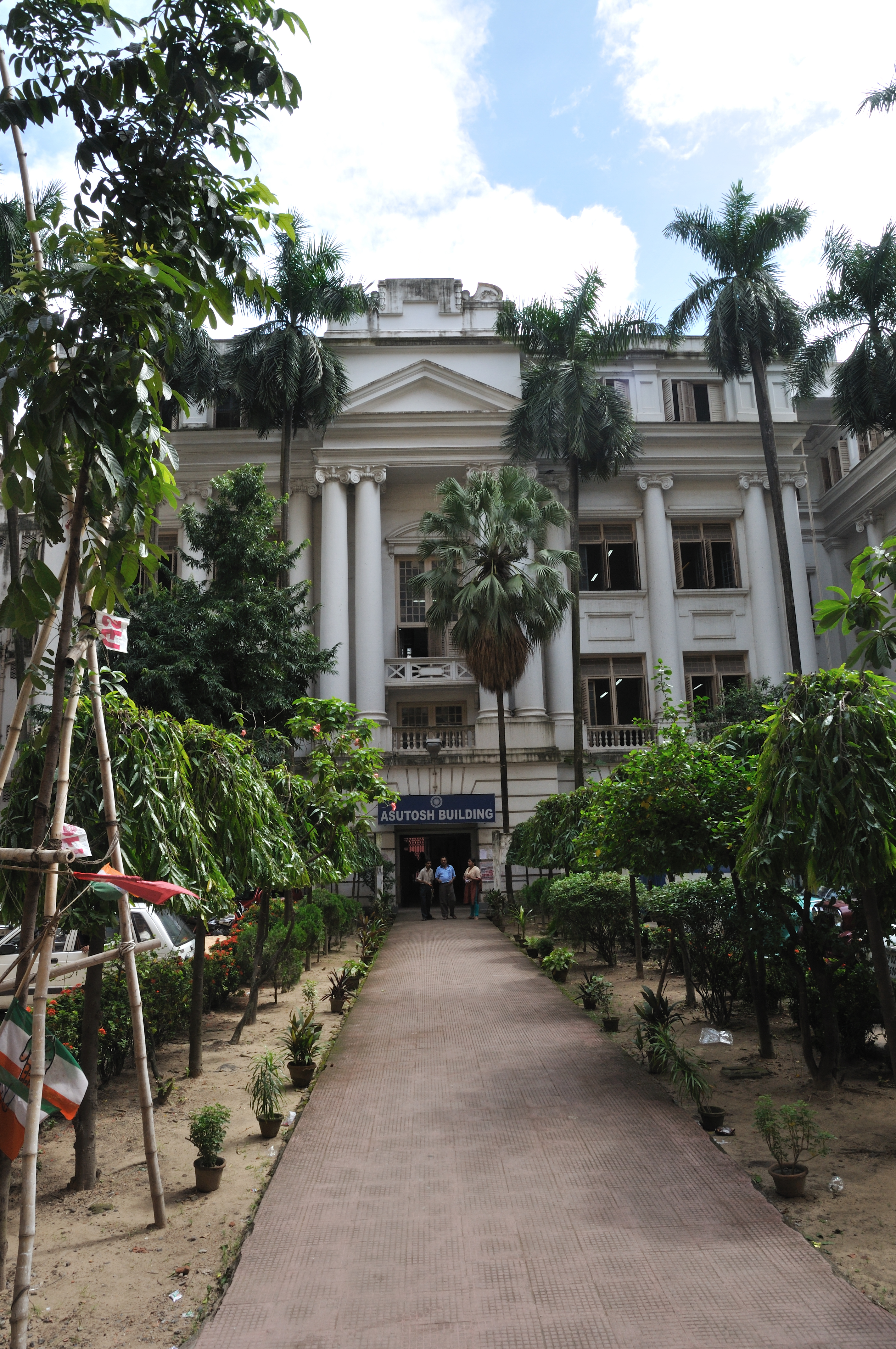
Universidad de Calcuta

En su juventud, el profesor Dr. Samaresh Bandyopadhyay fue estudiante de la Universidad de Calcuta. Ha recibido varias becas de investigación y condecoraciones por su labor académica en Historia y Cultura de la India Antigua. La Universidad de Calcuta es su alma mater y trabajó en esa institución durante más de cuatro décadas en diferentes áreas de investigación; se retiró en 2007 como profesor emérito. Ha escrito 10 libros, 25 ensayos y más de 300 artículos de investigación publicados en revistas indias y de otros países.

### Aportes y Contribuciones
El Dr. Samaresh ha contribuido con sus investigaciones en diferentes aspectos de la Indología en áreas específicas como literatura, numismática, epigrafía, arquitectura, iconografía y escultura. En 2002 fue Presidente General de la Sociedad Numismática de India; luego, durante 2003, fue Presidente General de la Sociedad Epigráfica de India; y en 2012 Presidente General del Congreso de Historia del Arte Indio. Ha trabajado toda su vida estudiando la Historia de la Ciencia.
Está asociado, a través de diferentes funciones (miembro honorario, presidente, vicepresidente, asesor, editor y miembro), con  instituciones académicas de la India y otros países. El Profesor Samaresh Bandyopadhyay es miembro de la Real Sociedad Asiática de Gran Bretaña e Irlanda, también miembro del Consejo Asesor de Sthāpatyam (Revista de la Ciencia India de Arquitectura y Ciencias Afines) de Nueva Delhi, y es el Asesor Principal del Instituto Norteamericano de Estudios Orientales y Clásicos (NIOS), EE. UU., que promueve por todo el mundo el estudio de la Historia de la Ciencia construyendo puentes entre el conocimiento antiguo de Oriente y Occidente.

### Publicaciones
- Āchārya-Vandanā (volumen por el centenario del nacimiento del Dr. Bhandarkar), editado por el Profesor Dr. Samaresh Bandyopadhyay y publicado por el entonces primer ministro de la India, Indira Gandhi. Reino Unido, 1985.[6]

- Bhārara Saṁskriti (presentaciones en el seminario internacional de tres días sobre la "Importancia de la Cultura India Antigua para Construir un Mundo Mejor"), publicado en los EE. UU., 2015.[7]

- Prācyaśiksāṣuhāsinī, 75° Aniversario del departamento de Historia Antigua y Cultura de la India, Universidad de Calcuta, Editado por Samaresh Bandyopadhyay. pp. xviii, 608. Calcuta, Universidad de Calcuta, 1999.[8]

- Pensamientos sobre Síntesis de Ciencia y Religión, editado por el Profesor Dr. Samaresh Bandyopadhyay junto con el Dr. T. D. Singh de la Universidad de California, Estados Unidos. Incluye contribuciones de ganadores del premio Nobel, tales como Charles Townes y Betty Williams; y de personalidades tales como Deepak Chopra y Gregory Benford. Con Prólogo del Dalai Lama. 2001.[9]